# Jan Skořepa
Jan Skořepa (* 6. května 1956 Jičín) je od roku 2010 starosta Rychnova nad Kněžnou.

## Život
Narodil se v Jičíně, kde vystudoval Střední průmyslovou školu elektrotechnickou. Poté vystudoval Elektrotechnickou fakultu ČVUT.
Po absolvování vojenské služby pracoval od roku 1981 jako referent v podniku Silnice Hradec Králové. V roce 1987 se stal ředitelem jeho závodu v Rychnově nad Kněžnou. Po transformaci závodu na akciovou společnost zde v letech 1992–1999 působil jako předseda představenstva a ředitel. V letech 1999–2008 vykonával shodnou pozici ve společnosti COLAS CZ. Od roku 2008 byl jednatelem a generálním ředitelem v ostravské firmě TCHAS (nyní Eiffage Construction).

## Politické působení
V roce 2010 byl jedničkou na kandidátce ODS do voleb Zastupitelstva obce v Rychnově nad Kněžnou. ODS vyhrála a získala v zastupitelstvu 4 mandáty. Preferenční hlasy odsunuly Jana Skořepu na 3. místo, přesto na ustavující schůzi získal post starosty.
Do funkce starosty nastoupil v době velkého zadlužení města (téměř 140 mil. Kč). Odpovědným přístupem zajistil postupné splácení a konsolidaci starých úvěrů. Město se nezadlužuje, ovšem za cenu obecně nižších investic do rozvoje města. Svůj post obhájil i v následujících komunálních volbách v letech 2014 a 2018.
Žije v Dlouhé Vsi u Rychnova nad Kněžnou.